# Pandemia de gripe A (H1N1) de 2009 en Corea del Sur
La pandemia de gripe A (H1N1), que se inició en 2009, arribó a Corea del Sur el 2 de mayo de 2009. La primera víctima infectada por esta pandemia fue una monja de 51 años de edad que acababa de regresar de México. De esta manera, Corea del Sur se convirtió en el tercer país en reportar casos de gripe A en el continente asiático.

## Brote
El 28 de abril de 2009, Corea del Sur anunció su primer caso sospechoso de gripe después de que los resultados fueron positivos en una mujer que había regresado de un viaje a México.
El 2 de mayo, este primer caso sospechoso se ratificó, convirtiéndose Corea del Sur en la tercera nación de Asia infectada con el virus. También en ese mismo día, se detectaron dos casos posibles: una mujer de 44 años y un conductor de autobús de 57 años. Ambos no habían viajado a países donde ya se registraban casos de influenza.
El 15 de junio, Corea del Sur informó de nuevos casos, por lo que el número de personas infectadas por el virus incrementó a 65 casos.
El 21 de junio, las autoridades de salud surcoreanas confirmaron más casos de personas infectadas por la gripe A (H1N1), por lo que el número de infectados en Corea del Sur subió a 105 casos confirmados.
Hasta el 7 de mayo de 2010 (fecha de la última actualización), Corea del Sur reportó 107.939 casos y 250 muertes por la gripe A (H1N1).

## Medidas
Luego del anuncio del brote en México, las autoridades surcoreanas avisaron a sus ciudadanos de no visitar la Ciudad de México y otros tres estados mexicanos. El gobierno también empezó a inspeccionar a pasajeros provenientes de los Estados Unidos y México, y también las importaciones de cerdos de esos países. Sin embargo, como el virus se esparcía por todo el mundo, los aeropuertos empezaron a tomar medidas de precaución al colocar cámaras que detectan la fiebre en personas.